# Гумаре
Гумаре (англ. Gumare) — сельский населённый пункт на северо-западе Ботсваны, на территории Северо-Западного округа.

## Географическое положение
Населённый пункт находится в западной части округа, в районе дельты Окаванго, на расстоянии приблизительно 695 километров к северо-западу от столицы страны Габороне.

## Население
По данным официальной переписи 2011 года численность населения составляла 7827 человек.
Динамика численности населения Гумаре по годам:
| 1991  | 2001  | 2011  | 2013  |
| ----- | ----- | ----- | ----- |
| 3 539 | 6 067 | 7 827 | 8 263 |

## Транспорт
В окрестностях деревни расположен одноимённый аэропорт (ICAO: FBGM).